# 2712 Keaton
2712 Keaton eller 1937 YD är en asteroid i huvudbältet, som upptäcktes den 29 december 1937 av den ungerska astronomen György Kulin i Budapest. Den har fått sitt namn efter den amerikanske skådespelaren Buster Keaton.